# María de Valdés
María de Valdés Álvarez (Fuengirola, 19 de octubre de 1998) es una deportista española que compite en natación, en la modalidad de aguas abiertas.
Ganó una medalla de plata en el Campeonato Mundial de Natación de 2024 (en la prueba de 10 km) y dos medallas en el Campeonato Europeo de Natación, en los años 2022 y 2025.
Participó en los Juegos Olímpicos de París 2024, ocupando el decimoséptimo lugar en la prueba de 10 km.
Estudia Psicología en la Universidad Católica San Antonio de Murcia.

## Palmarés internacional
| Campeonato Mundial | Campeonato Mundial   | Campeonato Mundial | Campeonato Mundial |
| Año                | Lugar                | Medalla            | Prueba             |
| ------------------ | -------------------- | ------------------ | ------------------ |
| 2024               | Doha (Catar)         | Medalla de plata   | 10 km              |
| Campeonato Europeo |                      |                    |                    |
| Año                | Lugar                | Medalla            | Prueba             |
| 2022               | Roma (Italia)        | Medalla de plata   | 5 km               |
| 2025               | Stari Grad (Croacia) | Medalla de bronce  | 5 km               |